# Girl (canção de The Beatles)
"Girl" é uma canção gravada pela banda britânica The Beatles no álbum Rubber Soul, de 1965. Foi composta por John Lennon e creditada a Lennon–McCartney. "Girl" foi a última canção a ser incluída no álbum. É considerada uma das mais melancólicas e complexas canções românticas da fase inicial do grupo.
O primeiro sucesso do cantor brasileiro Ronnie Von foi "Meu Bem", uma versão em português de "Girl", de 1966.

## Créditos
De acordo com Ian MacDonald, exceto onde indicado:
- John Lennon – vocal, guitarra acústica
- Paul McCartney – vocal de apoio, baixo
- George Harrison – vocal de apoio, guitarra acústica solo, violão de 12 cordas[9]
- Ringo Starr – bateria

## Posição nas paradas musicais
| Parada (1966–67)              | Melhor posição |
| ----------------------------- | -------------- |
| Argentina (CAPIF)             | 6              |
| Bélgica (Ultratop 50 Valônia) | 1              |
| Itália (Musica e dischi)      | 11             |
| Peru (La Prensa)              | 2              |
| Espanha (AFYVE)               | 5              |